# سیدرایلسون (بازیکن فوتبال)
سیدرایلسون (به پرتغالی: Sidraílson da Mata Ribeiro) مدافع اهل برزیل است که در شهر João Alfredo و در تاریخ ۲۶ فوریهٔ ۱۹۸۲ به دنیا آمده‌است.
سیدرایلسون در تیم‌های فوتبال سانتاکروز سابقهٔ حضور دارد.